# Aldo Schneider
Aldo Schneider (Agrolândia, 23 de maio de 1961 – Balneário Camboriú, 19 de agosto de 2018) foi um político brasileiro, filiado ao Partido do Movimento Democrático Brasileiro (PMDB).

## Carreira
Foi deputado à Assembleia Legislativa de Santa Catarina na 17ª legislatura (2011 — 2015). Nas eleições de 2014, em 5 de outubro, foi reeleito deputado estadual para a 18ª legislatura (2015 — 2019).
Schneider já tratava um tumor na coluna e chegou a ser submetido a quimioterapia e a uma cirurgia, em 2017. No entanto, um novo ponto foi diagnosticado, dessa vez no pescoço, onde foram necessárias as sessões de radioterapia. Em maio de 2018, o então deputado passou por uma traqueostomia, procedimento necessário para aliviar o sistema respiratório, comprometido por conta do tratamento.  

## Morte
Seu falecimento ocorreu em 19 de agosto de 2018, vitimado por complicações de um tumor na coluna. A câmara dos deputados de Santa Catarina chegou a gastar três milhões de Reais com o tratamento do Aldo Schneider, o que levou os deputados a votarem pelo fim do auxilio-saúde.